# Elaeocarpus badius
Elaeocarpus badius är en tvåhjärtbladig växtart som beskrevs av M.J.E. Coode. Elaeocarpus badius ingår i släktet Elaeocarpus och familjen Elaeocarpaceae. Inga underarter finns listade i Catalogue of Life.